# Coppa dei Campioni 1987-1988 (pallavolo femminile)
La Coppa dei Campioni di pallavolo femminile 1987-1988 è stata la 28ª edizione del massimo torneo pallavolistico europeo per squadre di club; iniziata con la fase ad eliminazione diretta a partire dall'8 novembre 1987, si è conclusa con la final four il 21 febbraio 1988. Alla competizione hanno partecipato 22 squadre e la vittoria finale è andata per la prima volta all'Olimpia Ravenna.

## Squadre partecipanti
| - Tormo Barberá - Universität Basel - Hapoël Bat Yam - Stella Rossa - Dynamo Berlino - Boavista - Újpest - Universitatea Craiova - RC de France - Uraločka - Filathlītikos Salonicco | - Eczacıbaşı - AEL Limassol - Lohhof - Hermes Oostende - Rudá Hvězda Praha - Olimpia Ravenna - Czarni Słupsk - Olympus Sneek - CSKA Sofia - Sollentuna - Post Wien |

## Prima fase

### Squadre qualificate
- Universität Basel
- RC de France
- Universitatea Craiova
- Filathlītikos Salonicco
- Olympus Sneek
- Sollentuna

## Ottavi di finale

### Squadre qualificate
- Dynamo Berlino
- Újpest
- Universitatea Craiova
- Uraločka
- Lohhof
- Rudá Hvězda Praha
- Olimpia Ravenna
- CSKA Sofia

## Quarti di finale

### Squadre qualificate
- Dynamo Berlino
- Uraločka
- Olimpia Ravenna
- CSKA Sofia

## Final-four

### Finali 1º e 3º posto
|  | Semifinali      | Semifinali      | Semifinali |          |                 | Finale 1º/2º posto | Finale 1º/2º posto | Finale 1º/2º posto |  |
|  |                 |                 |            |          |                 |                    |                    |                    |  |
|  | Uraločka        | Uraločka        | 3          |          |                 |                    |                    |                    |  |
|  | Uraločka        | Uraločka        | 3          |          |                 |                    |                    |                    |  |
|  | CSKA Sofia      | CSKA Sofia      | 0          |          |                 |                    |                    |                    |  |
|  | CSKA Sofia      | CSKA Sofia      | 0          |          | Olimpia Ravenna | Olimpia Ravenna    | 3                  |                    |  |
|  |                 |                 |            |          | Olimpia Ravenna | Olimpia Ravenna    | 3                  |                    |  |
|  |                 |                 | Uraločka   | Uraločka | 1               |                    |                    |                    |  |
|  | Olimpia Ravenna | Olimpia Ravenna | Uraločka   | Uraločka | 1               | 3                  |                    |                    |  |
|  | Olimpia Ravenna | Olimpia Ravenna |            |          |                 | 3                  |                    |                    |  |
|  | Dynamo Berlino  | Dynamo Berlino  | 2          |          |                 | Finale 3º/4º posto | Finale 3º/4º posto | Finale 3º/4º posto |  |
|  | Dynamo Berlino  | Dynamo Berlino  | 2          |          |                 |                    |                    |                    |  |
|  |                 |                 |            |          |                 |                    |                    |                    |  |
|  |                 |                 |            |          |                 | Dynamo Berlino     | Dynamo Berlino     | 3                  |  |
|  |                 |                 |            |          |                 | Dynamo Berlino     | Dynamo Berlino     | 3                  |  |
|  |                 |                 |            |          |                 | CSKA Sofia         | CSKA Sofia         | 0                  |  |